# Балка Михайлівська
Балка Миха́йлівська — ботанічний заказник місцевого значення, об'єкт природно-заповідного фонду Харківської області загальною площею 42,0 га, що розташовано біля села Михайлівка Лозівського району. Створено 1995 року.
На схилах яружно-балкової системи поширені угруповання лучних, справжніх і чагарникових степів, де представлені формації ковили Лессінга, ковили волосистої, що внесені до Зеленої книги України, та кринітарії волохатої лат. Crinitarieta villosae, що внесена до Зелених списків Харківщини.
Своєрідність території визначає значне різноманіття рідкісної степової флори:
- 2 види — з Червоної книги України;
- 15 видів — із Червоних списків Харківщини.

В складі флори переважають декоративні та лікарські рослини.

Обгоріле дерево в заказнику, 2007 рік

## Цікаві факти
З 16 по 18 липня 2007 року Екологічна група «Печеніги» проводила обстеження природно-заповідного фонду Харківщини, за результатами якого, зокрема, виявила сліди палів сухої рослинності (обгорілі чагарники та дерева) в заказнику.